# Set the World on Fire (album Black Veil Brides)
Set the World on Fire – drugi album amerykańskiego zespołu  Black Veil Brides, pierwszy z aktualnym perkusistą Christianem "CC" Comą, który został wydany w dniu 14 czerwca 2011 roku przez Lava Records, Standby Records i Universal Republic Records. Tytuł utworu "Set the World on Fire", był przeznaczony do filmu Krzyk 4, ale nie został on uwzględniony w filmie. Fallen Angels to pierwszy singiel wydany w celu promowania albumu wraz z teledyskiem w reżyserii Nathana Coxa. Pełna tracklista do albumu, została wydana na iTunes. Premiera kolejnego singla oraz teledysku "The Legacy" odbyła się na Youtube w dniu 31 maja 2011 roku.

## Lista utworów
| Nr  | Tytuł piosenki           | Czas |
| --- | ------------------------ | ---- |
| 1.  | "New Religion"           | 3:50 |
| 2.  | "Set the World on Fire"  | 3:39 |
| 3.  | "Fallen Angels"          | 3:45 |
| 4.  | "Love Isn't Always Fair" | 4:13 |
| 5.  | "God Bless You"          | 3:18 |
| 6.  | "Rebel Love Song"        | 3:57 |
| 7.  | "Savior"                 | 4:23 |
| 8.  | "The Legacy"             | 4:40 |
| 9.  | "Die for You"            | 3:43 |
| 10. | "Ritual"                 | 3:30 |
| 11. | "Youth and Whisky"       | 3:30 |
| 12. | "Smoke and Mirrors"      | 3:45 |